# سودهير تايلانغ
سودهير تايلانغ (بالهندي:
सुधीर तैलंग)(ولد في 26 فبراير 1960 - توفي في 6 فبراير 2016) هو رسام كاريكاتير هندي.

## مهنة

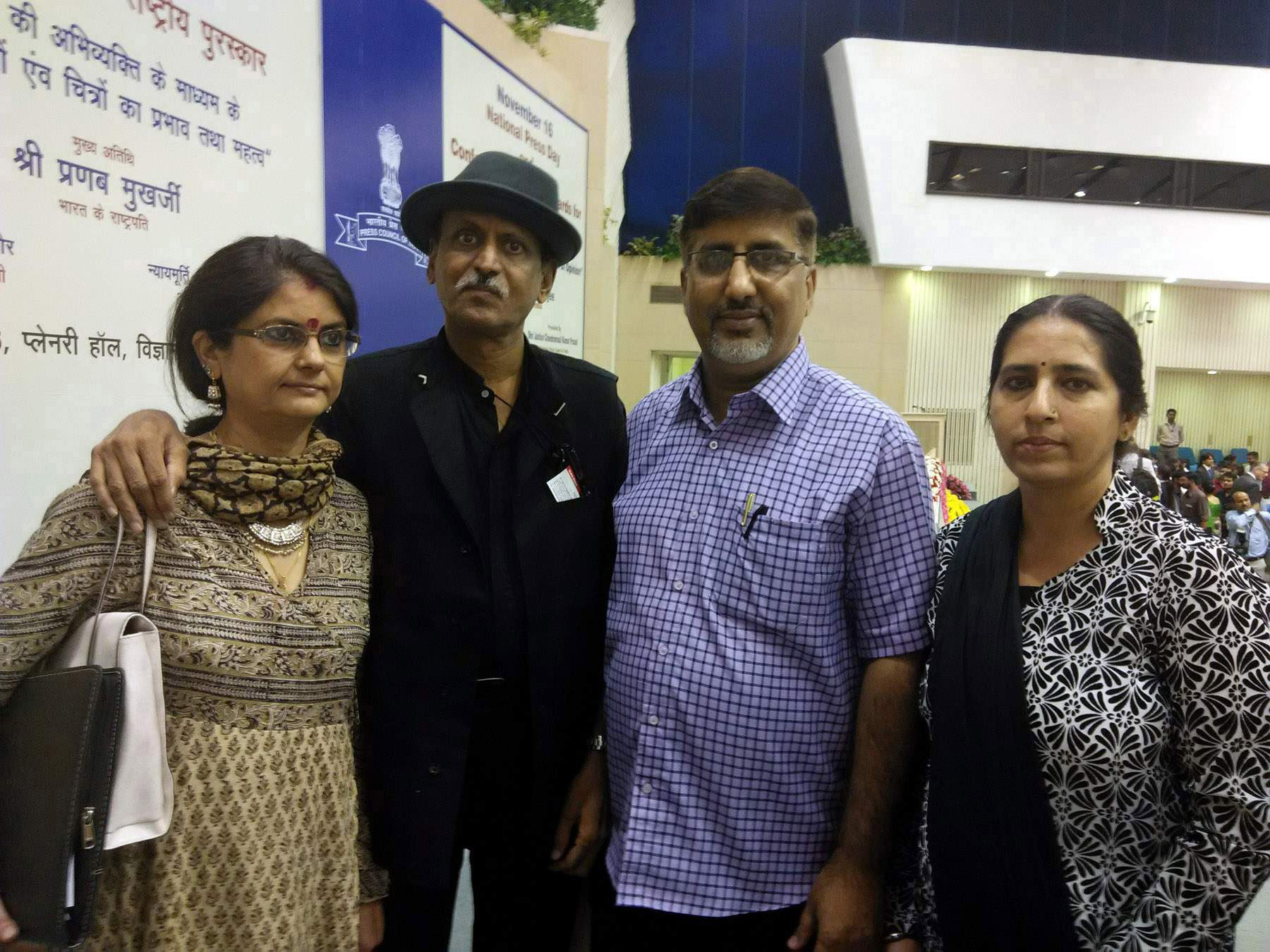
سودهير تيلانج يقف إلى جانب رسام الكاريكاتير البارز في وسائل الإعلام الهندية شخار جوريرا وتقف إلى جانب كل منهما على التوالي فيبها تايلانغ وريخا جوريرا على التوالي. الصورة التقطت في فيجيان بهاوان ، نيودلهي ، بمناسبة يوم الصحافة الوطني 2015 في 16 نوفمبر 2015

وُلد تايلانغ في بيكانير ، راجستان ، في 26 فبراير 1960.  وضع رسوماته الأولى في عام 1970 ، بدأ حياته المهنية مع مجلة Illustrated Weekly of India ، مومباي ، في عام 1982 ، انضم إلى نافبارات تايمز في دلهي في عام 1983 . عمل في صحيفة هندوستان تايمز لسنوات طويلة، بينما كان يقوم أيضًا بمهام قصيرة مع إنديان إكسبريس وتايمز أوف إنديا . كانت أعماله الأخيرة تتعلق بالعصر الآسيوي .  في عام 2004 حصل على جائزة بادما شري للأدب والتعليم.  أطلق كتاب رسوم كاريكاتورية بعنوان لا ، رئيس الوزراء في عام 2009.  مجموعة من الرسوم الكاريكاتورية عن رئيس وزراء الهند السابق مانموهان سينغ . توفي في 6 فبراير 2016 بعد صراع مع سرطان الدماغ. 